# Kalkstandard
Der Kalkstandard (abgekürzt KSt; auch LSF für englisch lime saturation factor}) ist die Maßeinheit für das Verhältnis des tatsächlich vorhandenen Kalks (Calciumoxid) zu jenem des maximal bindbaren Calciumoxids in der Rohgutmischung von Kalkstein. 

## Details
Bei einem Kalkstandard größer als 100 Prozent besteht ein Überschuss an Kalk, so dass keine vollständige Reaktion abläuft und sich Freikalk (ungelöschter Kalk) bildet. Zur Berechnung des Kalkstandards können mehrere Formeln Verwendung finden. Die Formeln für die Kalkstandards KSt I und KSt II basieren auf einem Calciumoxid-Limit, welches sich aus dem Gleichgewichtszustand im quaternären System von Calciumoxid, Siliciumdioxid, Aluminiumoxid und Eisen(III)-oxid ableiten lässt. Der Kalkstandard KSt III berücksichtigt, dass Magnesiumoxid (MgO) das Calciumoxid anteilig ersetzen kann. Der maximal bindbare Calciumoxid ist derjenige prozentuale Massenanteil, welcher mit Siliciumdioxid (SiO2), Aluminiumoxid (Al2O3) und Eisen(III)-oxid (Fe2O3) unter industriellen Brenn- und Kühlbedingungen höchstens gebunden werden kann.